# François Achille Eyabi
François Achille Eyabi (ur. 30 września 1961 w Ngambe) – kameruński duchowny katolicki, biskup Eséka od 2021.

## Życiorys

### Prezbiterat
Święcenia kapłańskie otrzymał 30 lipca 1988 i został inkardynowany do archidiecezji Douala. Przez kilka lat pracował duszpastersko w parafii św. Andrzeja w Poumie. W 1993 został prezbiterem nowo utworzonej diecezji Edéa i został jej wikariuszem biskupim. W latach 1996–2000 studiował w Rzymie, a w kolejnych latach pełnił funkcje m.in. wikariusza generalnego, rektora diecezjalnego seminarium propedeutycznego oraz prowincjalnego seminarium w Duali, a także wikariusza biskupiego.

### Episkopat
14 listopada 2020 papież Franciszek mianował go biskupem ordynariuszem diecezji Eséka. Sakry biskupiej udzielił mu 8 stycznia 2021 arcybiskup Samuel Kleda – arcybiskup Douali.